# ديزاير (مسلسل أمريكي)
ديزاير (بالإنجليزية: Desire) وتعني الرغبة  مسلسل أمريكي من نوع دراما تلفزيونية عرض في 5 سبتمبر، 2006, في أمريكا بشبكة تلفزيونماي نيتورك تي في, وانتهاء في 5 ديسمبر. من إنتاج فوكس.
مثل في المسلسل صوفيا ميلوس، وآخرون. لعب كل من هادن وسيلفا دور أخوين فارين من آل غامار، وهم عائلة من المجرمين من نيو جرسي. تركا بلدة بايون وذهبا إالى لوس أنجليس للعمل في مجال المطاعم. وبمرور الوقت، يجد الأخوين نفسيهما في صراع مع العواطف، الخيانة، والقتل من أجل المرأة التي أغرمة بها.

## روابط خارجية
- ديزاير على موقع IMDb (الإنجليزية)
- ديزاير على موقع روتن توميتوز (الإنجليزية)
- ديزاير على موقع كينوبويسك (الروسية)
- ديزاير على موقع ألو سيني (الفرنسية)
- ديزاير على موقع قاعدة بيانات الفيلم (الإنجليزية)